# Теорія гілок
Теорія гілок (англ.  Branch theory) — богословська концепція, розроблена в Англіканстві, згідно з якою Римо-католицька церква, Східно-православні церкви і Англіканська спільнота є трьома гілками Єдиної, Святої, Кафоличної (Соборної) і Апостольської церкви.
Надалі в різних авторів теорія гілок отримала розвиток. Одні автори приєднали до "загального-християнського дерева" Орієнтальні церкви, інші автори інші протестантські конфесії. Третя частина прихильників теорії гілок розвивала ідею про те, що одні гілки сильніші, а інші менш сильні (в залежності від збереження чистоти догматів).

## Суть теорії
Оксфордський словник християнської церкви визначає «Теорію Гілок» як:
Теорія про те що, хоча Церква могла розколотися на кілька архієпископій або груп архієпископій, що перебувають поза спілкуванням одна з одною, кожна з них може все ще бути гілкою єдиної Церкви Христової, за умови, що вона продовжує триматися віри нерозділеної Церкви, щоб зберігати апостольське спадкоємство її єпископів. Такий, як стверджують багато англіканських теологів, стан Церкви нині, представлений трьома основними гілкамиОригінальний текст (англ.)
«…the theory that, though the Church may have fallen into schism within itself and its several provinces or groups of provinces be out of communion with each other, each may yet be a branch of the one Church of Christ, provided that it continues to hold the faith of the original undivided Church and to maintain the Apostolic Succession of its bishops. Such, it is contended by many Anglican theologians, is the condition of the Church at the present time, there being now three main branches…»

## Ставлення до теорії

### Римо-католицька церква
Римо-католицька церква приймає два основних положення теорії гілок:
- про важливість збереження вчення Стародавньої Церкви;
- про необхідність апостольської спадкоємності для дійсності хіротонії (висвячення) в іншій церкві, яка перебуває в стані схизми з РКЦ або впала в єресь.

Однак, Римська католицька церква відкидає третє положення теорії гілок, згідно з яким Церква, що знаходиться в стані схизми з РКЦ або впала в єресь, є частиною Церкви Христової. Щобільше, вона вважає англіканське висвячення недійсним, і хоча окремі англікани сповідують ортодоксальну віру, Англіканські церкви не зберегли повноту вчення Стародавньої Церкви, особливо щодо Таїнств.

### Православні церкви
Офіційна позиція щодо Теорії гілок істотно змінювалася. Нині до Теорії гілок офіційна позиція в Православ'ї різко негативна, Теорія гілок вважається єретичним вченням.

#### РПЦ
З середини XIX століття, як і в XX столітті Теорію гілок розділяло досить велика частина православного духовенства. Одним з головних її розповсюджувачів був митрополит Філарет (Дроздов). Хоча соборно Теорія гілок не була затверджена в РПЦ, але дії, які вчинялися з дозволу ієрархії у відношенні до неправославних (такі як спільні молитви і обряди з неправославними), були узгоджені з її основними положеннями. Православне духовенство здійснювало вінчання не тільки православних з католиками, протестантами (тобто з інсолавними чи єретиками); але і вінчало в православних храмах з дозволу Синоду неправославних (як католиків, так і протестантів) між собою. 30 березня 1961 року РПЦ вступила у Всесвітню Раду Церков. Після вступу делегації духовенства РПЦ постійно, щорічно брало участь у численних спільних екуменістичних молитвах з представниками неправославних християнських конфесій, так і з представниками різних релігій, включаючи язичників-політеїстів. З 1969 по 1986 рік православне священство з дозволу Синоду причащало католиків у разі необхідності, без переходу їх у Православ'я. У 1993 році було підписано Баламандску угоду, в якій йдеться про те що, РКЦ тепер «Церква-Сестра» щодо Православної церкви. Як, втім, наголошується в «Журналі Московської Патріархії», «цей текст є проміжним робочим документом Змішаної комісії з богословського діалогу, тому він не підписувався представниками Церков» (ЖМП, № 12, 1997). Офіційне ставлення РПЦ до Теорії гілок почало поступово змінюватися лише в самому кінці XX століття під тиском наростаючої критики як усередині РПЦ, так зовнішньої критики з боку РПЦЗ, старостильників і старообрядців. У 2000 році нарешті на Архієрейському соборі в документі під назвою «Основні принципи ставлення Російської Православної Церкви до інослав'я» Теорія гілок була засуджена
 
|  | 2.5. Є абсолютно неприйнятною і пов'язаною з вищевикладеної концепцією так звана «теорія гілок», яка стверджує нормальність і навіть провіденціальність існування християнства у вигляді окремих «гілок». |

### Протестантизм
За винятком кількох лютеранських організацій, більшість протестантських церков не розглядають себе апостольськими в буквальному сенсі апостольської спадкоємності. Відповідно, ці церкви не приймають основних положень Теорії Гілок.